# Kathryn Roeder
Pour les articles homonymes, voir Roeder.
Kathryn M. Roeder est une statisticienne et universitaire américaine. Elle est professeure de statistiques et de biologie numérique à l'université Carnegie-Mellon, où elle dirige un projet axé sur la découverte de gènes associés à l'autisme. 

## Éducation et carrière
Kathryn Roeder fait des études de biologie à l'université de l'Idaho, dont elle est diplômée en 1982 en ressources fauniques. Elle travaille comme biologiste pendant un an puis reprend des études en statistiques. Elle soutient en 1988 une thèse, dirigée par Bruce G. Lindsay, intitulée Method of Spacings for Semiparametric Inference, à l'université d'État de Pennsylvanie,. 
Roeder obtient un poste à l'université Yale en 1988, puis elle rejoint le service des statistiques de l'université Carnegie-Mellon en 1994. Elle enseigne également la biologie numérique à partir de 1998, et fait un mandat comme vice-doyenne de la faculté de 2015 à 2019. Elle est mariée avec Bernard J. Devlin, psychiatre à l'université de Pittsburgh, et a collaboré avec lui sur des recherches impliquant la génétique et l'autisme.

## Activités de recherche
Kathryn Roeder participe à une étude des facteurs génétiques concernant le quotient intellectuel : elle met en évidence des corrélations pour chacun des liens de parenté, et notamment une corrélation plus forte qui concerne les « jumeaux élevés ensemble ». Elle estime que ces corrélations sont plus fortes durant la période prénatale que ce qui était considéré auparavant, et par conséquent relève une importance moindre du patrimoine génétique.

## Prix et distinctions
Kathryn Roeder est élue membre de l'Institut international de statistique en 1995 et de la Société américaine de statistique en 1996. Elle reçoit en 1997 deux récompenses du Comité des présidents de sociétés statistiques : le prix COPSS des présidents « en reconnaissance de contributions exceptionnelles à la profession de statistique » et le prix Snedecor, pour son travail en biométrie, co-lauréate avec Bruce Lindsay et Raymond J. Carroll. Elle est élue membre de l'Institut de statistique mathématique en 1997 et elle donne la conférence Medallion de l'Institut de statistique mathématique en 1999. Elle obtient le prix Janet L. Norwood pour une réalisation exceptionnelle par une femme dans les sciences statistiques en 2013. Elle est élue à l'Académie nationale des sciences en 2019 et reçoit la Conférence Fisher 2020. 

## Publications
- (en) Kathryn Roeder, Raymond J.Carroll et Bruce G. Lindsay, « A semiparametric mixture approach to case-control studies with errors in covariables », Journal of the American Statistical Association, vol. 91, no 434,‎ 1996, p. 722–732 (DOI 10.2307/2291667, JSTOR 2291667, MR 1395739).
- (en) B. Devlin, Michael Daniels et Kathryn  Roeder, « The Heritability of IQ », Nature, vol. 388, no 6641,‎ juillet 1997, p. 468–471 (PMID 9242404, DOI 10.1038/41319, Bibcode 1997Natur.388..468D).
- (en) Kathryn  Roeder et Larry Wasserman, « Practical Bayesian density estimation using mixtures of normals », Journal of the American Statistical Association, vol. 92, no 439,‎ septembre 1997, p. 894–902 (DOI 10.1080/01621459.1997.10474044).
- (en) B. Devlin et Kathryn Roeder, « Genomic control for association studies », Biometrics, vol. 55, no 4,‎ décembre 1999, p. 997–1004 (PMID 11315092, DOI 10.1111/j.0006-341x.1999.00997.x, JSTOR 2533712).
- (en) Bobby L. Jones, Daniel S. Nagin et Kathryn Roeder, « A SAS procedure based on mixture models for estimating developmental trajectories », Sociological Methods & Research, vol. 29, no 3,‎ février 2001, p. 374–393 (DOI 10.1177/0049124101029003005).
- (en) Larry Wasserman et Kathryn Roeder, « High-dimensional variable selection », The Annals of Statistics, vol. 37, no 5A,‎ 2009, p. 2178–2201 (PMID 19784398, PMCID 2752029, DOI 10.1214/08-AOS646, MR 2543689, arXiv 0704.1139).